# Rheocricotopus cereofasciatus
Rheocricotopus cereofasciatus är en tvåvingeart som först beskrevs av Maurice Emile Marie Goetghebuer 1934.  Rheocricotopus cereofasciatus ingår i släktet Rheocricotopus och familjen fjädermyggor. Inga underarter finns listade i Catalogue of Life.